# 레저 동맹
레저 동맹(알바니아어: Lidhja e Lezhës)은 중세 말기 알바니아 귀족들의 군사외교적 동맹체로, 오스만 제국에 맞서기 위해 1444년 3월 2일 레저시(市)에서 결성되었고 스컨데르베우가 맹주로 추대되었다. 레저 동맹은 역사상 최초의 알바니아계 독립국가로 여겨진다. 맹주 스컨데르베우는 “알바니아인들의 동맹의 맹주”를 직함으로 지칭했고, 서명을 할 때면 “알바니아의 주인”(라틴어: Dominus Albaniae)이라는 표현을 사용했다.
레저시의 회맹에는 스컨데르베우의 카스트리오티가를 비롯해서 아리아니티가, 자하리아가, 무자카가, 토피아가, 스파니가가 참여했다. 그리고 카스트리오티가와 모계 및 혼맥으로 연결된 귀족가문인 발시치가(몬테네그로인)와 크르노제비치가(세르브인)도 참여했다. 동맹에 참여한 귀족 가문들은 병력과 자금을 갹출했다. 1447년 알바니아-베네치아 전쟁이 발발하자 친베네치아 가문인 발시치가와 크르노제비치가가 이탈했다. 베네치아와의 종전 조약(1448년 10월 4일)은 레저 동맹이 독립국가로서 대우받은 최초의 외교문서였다. "레저 동맹"이라는 명칭은 후대에 역사학자들이 고안한 것이고, 당대 사람 마리누스 바를레티우스의 기록에서는 “총평의회(라틴어: generalis concilium 또는 라틴어: universum concilium)”라고 불렸다.
레저 동맹은 알바니아 국민성과 국체의 근본 기저가 되었지만, 그 자체는 매우 단명했다. 결성 직후부터 많은 가맹원들이 탈퇴해서 대(對)오스만 합종이라는 동맹의 원래 목적은 형해화되기 시작했다. 카스트리오티가와 아리아니티가가 동맹의 양대 축이었는데, 1450년 아리아니티가가 탈퇴하면서 동맹으로서의 기능은 사실상 정지되었다. 이후 알바니아 귀족들은 오스만 술탄과 스컨데르베우 사이에서 간을 보며 계속 편을 바꾸었다. 동맹의 공식적인 해산 시기도 알려져 있지 않다.